# Stikine
De Stikine is een rivier in de Verenigde Staten en Canada met een lengte van 539 kilometer die via de Frederick Sound, Dry Strait of Sumner Strait uitmondt in de Grote Oceaan.
Het debiet bedraagt 1580 m³/s. Het stroomgebied heeft een oppervlakte van 52.000 km². Zijrivieren zijn de Iskut, de Tuya en de Chutine.
- Library of Congress Control Number: sh85128111
- National Archives and Records Administration: 10038814
- Nationale Bibliotheek van Israël: 987007536428505171